# Silnice I/71
Die Silnice I/71 (tschechisch für: „Straße I. Klasse 71“) ist eine tschechische Staatsstraße (Straße I. Klasse).

## Verlauf
Die Straße zweigt in der Stadt Uherský Ostroh (Ungarisch Ostra) nach Südosten von der Silnice I/55 ab, kreuzt in Blatnice pod Svatým Antonínkem (Groß Blatnitz) die Silnice I/54 und führt in die Weißen Karpaten (Bílé Karpaty), wo sie im Tal der Teplica die Grenze zur Slowakei überschreitet. Unmittelbar nach der Grenze teilt sie sich auf slowakischem Gebiet in der Gemeinde Vrbovce in die Straßen Cesta II. triedy 500 und Cesta II. triedy 499, setzt sich also nicht als Straße erster Klasse fort.
Die Gesamtlänge der Straße beträgt knapp 22 Kilometer.